# جاك لانزمان
جاك لانزمان (بالفرنسية: Jacques Lanzmann)‏ هو كاتب سيناريو وصحفي ومخرج وشاعر فرنسي، ولد في 4 مايو 1927 في بوا كولومب في فرنسا، وتوفي في 21 يونيو 2006 في باريس في فرنسا.

## وصلات خارجية
- جاك لانزمان على موقع IMDb (الإنجليزية)
- جاك لانزمان على موقع ألو سيني (الفرنسية)
- جاك لانزمان على موقع ميوزك برينز (الإنجليزية)
- جاك لانزمان على موقع أول موفي (الإنجليزية)
- جاك لانزمان على موقع قاعدة بيانات الأفلام السويدية (السويدية)
- جاك لانزمان على موقع ديسكوغز (الإنجليزية)
- جاك لانزمان على موقع قاعدة بيانات الفيلم (الإنجليزية)
- جاك لانزمان على موقع كينوبويسك (الروسية)